# NGC 839
NGC 839 is een lensvormig sterrenstelsel in het sterrenbeeld Walvis. Het hemelobject werd op 28 november 1785 ontdekt door de Duits-Britse astronoom William Herschel.

## Synoniemen
- PGC 8254
- MCG -2-6-34
- Arp 318
- HCG 16D
- IRAS02072-1025